# 根 (佛教)
根，在梵文及巴利文中，意指物理性的實體力量或能力，特別是指那些可以被五種感官所感受、認知到的實體或力量。它也有增長的意思。佛教中，根據不同的經文，可以用來指：
- 五種精神力量，為三十七菩提分法中的五根；
- 六種感官能力，為十二處中的六根，或五根；
- 二十二種現象分類，即是阿毘達磨中的二十二根。

## 字根與釋義
根（Indriya），字面上的意思是「屬於因陀羅」、「源自因陀羅」、「因陀羅同意的」、「與因陀羅同在的」。因陀羅為最高神，因此「根」有威勢、最勝之意，也有主宰、控制、自在、自為的意思，稍後被引申成人的生命力、體力、動作與感覺的根源。
《大毘婆沙論》稱“根”有八種含義，包括威勢，明，異，喜觀，勝，最，主。俱舍論認為，根有最勝、自在、光顯三個意思，總合來說，有增上之義。
根是古印度哲學的重要術語之一，在梨俱吠陀中就已經使用這個單字。在《奧義書》時代之後，數論師提出十一根的理論，包括眼、耳、鼻、舌、皮（五知根），語、手、足、大小便道（五作根）以及意根。吠檀多學派提出覺（buddhi）、我慢（ahamkara）、意（manas）、心（citta）等四內根，加入五知根與五作根之上，形成十四根。耆那教將人的靈魂區分為一至五知根。
佛教也採納了這個術語，提出五根、六根、八根、二十二根等說法。佛教對於根的見解，多半集中在有助於修行與解脫之上。
此外，梵語，本義為樹根，引申為根源、根本之意，也被漢譯為“根”或“本”；但與的意義不同。如善根等名詞，就是由構字而成，也譯為德本。

## 分類

### 五根
在三十七菩提分法中的五根，是五種精神力量。五根增強，即是五力。佛教认为修行此法，能够增长产生一切善法；此五法是生于一切善法之本，故称“五根”。
五根包括五类：信根、勤根、念根、定根、慧根：
1. 信根：信根指修行者必须坚定对三宝的信念，并由此发修行之心，坚信并遵守教义规则而修行，即能彻底得到无上觉悟。
2. 念根，是指一心专注佛法，而不忘失。即正念、四念处。
3. 勤根，也称精进根，是指在信根的基础上，坚持佛教的修行方法二不懈怠，即四正勤。
4. 定根，即于佛法修行中，使心专注于一境而不散失，即四神足。
5. 慧根，是指正确认识和学习佛法，能以佛法内性自照。

### 六根
指有情的六種感官，包括眼根、耳根、鼻根、舌根、身根、意根，合稱六根。部份佛教部派認為意沒有實體器官，不立為根，只稱五根。
六根的「根」是指依憑而能出生的意思，換言之依憑著六根觸塵可以出生六識。

### 二十二根
二十二根包括了六根（眼根、耳根、鼻根、舌根、身根、意根），男根，女根，命根，五受根（苦根、樂根、憂根、喜根、捨根），五根（信根、精進根、念根、定根、慧根），三無漏根（未知當知根、已知根、具知根）。

### 其他分類法
《俱舍論》將眼耳鼻舌身等五受根，加上意根、身根、命根，稱為八根；信、勤、念、定、慧等五根，加上命根、意根、捨根，也稱為八根。